# Michel Fleischmann
Michel Fleischmann, nebo také Michal Fleischmann (* 8. února 1952 Praha), je český manažer, finančník, překladatel a diplomat. V roce 2018 obdržel nejvyšší francouzské státní vyznamenání Řád čestné legie. V letech 2020 až 2024 působil jako velvyslanec ČR ve Francii.

## Život
Michel Fleischmann pochází z rodiny básníka a diplomata Ivo Fleischmanna. Vzhledem k tomu, že jeho otec od roku 1964 působil na československém velvyslanectví v Paříži, vyrůstali ve Francii i jeho dva synové Michal a Petr. Po okupaci Československa v roce 1968, respektive v roce 1970, se Fleischmannovi rozhodli zůstat v emigraci. Michalovi tehdy bylo 18 let. Na pařížské Sorbonně vystudoval francouzskou literaturu, jeho bratr Petr zde vystudoval filosofii a historii.
Po ukončení studií setrval Michel Fleischmann v uměleckém prostředí. Do francouzštiny přeložil básně Jaroslava Seiferta a několik dalších děl. Nějaký čas se živil jako filmový promítač. Hrál amatérsky divadlo a v roce 1981 založil společně s kamarády na Montmartru pirátské Radio Ivre (česky Opilé rádio). Získané zkušenosti posléze zúročil ve francouzském veřejnoprávním rozhlase, kde začal působit jako režisér.
Do Československa se znovu vrátil až po roce 1989 a to primárně z pracovních důvodů. Na základě svých dosavadních zkušeností se podílel na vzniku první české komerční rozhlasové stanice – Evropa 2. Na rozhlasové frekvenci, zapůjčené od tehdejšího Československého rozhlasu, dokonce začínal ještě předtím, než to bylo v Československu legislativně legální. Od roku 1994 řídil také rozhlasovou stanici Frekvence 1. Záhy se stal jednou z vlivných osobností českého showbyznysu. Kapitál pro obě stanice získal z francouzského mediálního koncernu Lagardère Group, pro který následně získal a vybudoval i další tuzemské rozhlasové značky. Působí jako prezident mediální skupiny Lagardére Active ČR.

## Politická a diplomatická činnost
Michel Fleischmann působil jako poradce Senátu Parlamentu České republiky. V roce 2020 se stal českým velvyslancem ve Francii. Post velvyslance zastával do poloviny září 2024, později jej nahradil Jaroslav Kurfürst.

## Osobní život
Michal Fleischmann se po svém příjezdu do Prahy v roce 1990 seznámil s televizní hlasatelkou a herečkou Kateřinou Lojdovou, která s ním následně vstoupila do manželství. Mají spolu dvojčata Kláru a Maxe.